# دار الإفتاء العراقية
دار الإفتاء العراقية هي مؤسسة حكومية عراقية أسّست يوم 1 تموز سنة 1932، يرأسها مفتي الديار العراقية.

## الإنشاء
بدأ حكم الدولة العثمانية للعراق سنة 941 هـ - 1534م، ودام حكمهم أربعة قرون حتى سنة 1917م، أنشأت الخلافة العثمانية مشيخة الإسلام، وأنشأ سليمان القانوني مكتباً لشيخ الإسلام سُمي باب الفتوى (فتوى خانة) يعمل فيها علماء للإفتاء في مسائل شرعية، فكان الإفتاء بيد شيخ الإسلام أو من يُعيّنه ثم قُسّمَ الإفتاء بحسب كل إقليم، فصار للعراق مفتي، وفي سنة 1932 أُنشئت دار الإفتاء استجابة للشيخ يوسف العطاء الذي طلب من الملك فيصل الأول إنشاءها وذكر له الحاجة لذلك والفوائد الدينية والدنيوية، وفي سنة 1976م أُلغيت دار الإفتاء، وأصبحت المرجعية الدينية هي لوزارة الأوقاف والشؤون الدينية، غيرَ أن منصب المفتي بقي، وكان حينئذٍ الشيخ عبد الكريم المدرّس هو المفتي. وذُكر في قاموس تراجم الأعلام أن منصب مفتي الديار العراقية قد ألغي بعد وفاة الشيخ قاسم القيسي سنة 1955م، ولأن الشيخ نجم الدين الواعظ كان مدرساً في جامع القبلانية حيث مقر دار الإفتاء فسمّته الصحف العراقية مفتياً للديار العراقية ولم تكن تسميتهم رسمية. وذكر عدنان الدليمي أن مهام الإفتاء أُنيطت بالشيخ أمجد الزهاوي غير أنه رفضها رسمياً.

## مُفتو العراق
| المفتي                     | الفترة                          | الولاية                                | المذهب | صورته |
| مدلج الظاهر                | 1048 هـ                         | ولاية بغداد                            | حنفي   |       |
| عبد الغني آل جميل          | 1247 هـ/ 1831م                  | ولاية بغداد                            | حنفي   |       |
| أبو الثناء الآلوسي         |                                 | ولاية بغداد                            |        |       |
| محمد أمين أفندي الزند      | حتى سنة 1273 هـ/1856م           | ولاية بغداد                            | حنفي   |       |
| محمد فيضي الزهاوي          | 1273 هـ/1856م                   | ولاية بغداد                            | حنفي   |       |
| عبد الجليل بن أحمد آل جميل | 1328 هـ/1910م إلى 1335 هـ/1917م | ولاية بغداد                            |        |       |
| محمد سعيد الزهاوي          | 1308 هـ إلى 1334 هـ/1915م       | ولاية بغداد                            |        |       |
| عبد الوهاب النائب          | حتى آب 1335 هـ/1916م            | مدينة بغداد                            |        |       |
| عطاء الخطيب                | آب 1335 هـ/1916م حتى 1917م      |                                        |        |       |
| يوسف العطاء                | 1932م                           | المملكة العراقية                       |        |       |
| قاسم القيسي                |                                 |                                        |        |       |
| عبد الكريم المدرس          |                                 |                                        | شافعي  |       |
| نجم الدين الواعظ           |                                 | المملكة العراقية ثم الجمهورية العراقية |        |       |
| عبد القادر الخطيب          |                                 | الجمهورية العراقية                     |        |       |
| عبد الكريم الدبان          | 1976                            | الجمهورية العراقية                     |        |       |
| جمال عبد الكريم الدبان     | 2005                            |                                        |        |       |
| رافع الرفاعي               | 2001                            | جمهورية العراق                         |        |       |

## في عهد الصميدعي
قال الشيخ مهدي الصميدعي في يوم 20 حزيران سنة 2023 إن "منصبه كمفتي الجمهورية رسمي وقانوني، استنادا الى المرجعية الشيعية، في كل الدول العربية والاسلامية يوجد قانون اسمه مفتي الجمهورية، وانا منصبي ضمن قانون رسمي من قبل شورى الدولة، نحن اتخذنا طريق المرجعية العليا في النجف، فالمرجعية دائرة رسمية غير حكومية، وأبلغنا الدولة ان نجعل دار الافتاء دائرة رسمية غير حكومية، حتى المفتي لا يرتبط برئيس الدولة لغرض عدم التحكم بالفتاوى من قبل الدولة، المسؤولين في الدولة وخصوصا الشيعية ايدوا ذلك واعلنوا دعمهم بهذه الخطوة، ولهذا منصبي رسمي وهو قانوني، مجلس القضاء الاعلى لا يمنح اي جنسية الا بموافقة مني، ويطرح عليه بعض القضايا التي تخص الارهاب والاعدام، والطلاق وغيرها، ويتم ذلك عبر مخاطبات رسمية".

رأى أحمد قربي ونورس العبد الله في مقالهما (الإفتاء الرسمي في مصر والعراق) المنشور سنة 2023 أن حال إنشاء دار الإفتاء العراقية في عهد الشيخ مهدي الصميدعي صدر لها قانون "بنصوص فضفاضة تتيح هامشاً كبيراً للتفسير والتأويل".

## مقر الدار
قال ميعاد شرف الدين في كتابه (قطب بغداد سيدنا عبد القادر الكيلاني) "مفتي الديار العراقية: منذ عام 1048 هـ، عندما عُهد الإفتاء إلى مدلج الظاهر صارت الحضرة القادرية مركزاً لمفتي بغداد ولربما الديار العراقية، وإلى آخر مفتي رحمه الله تعالى العلامة عبد الكريم بيارة الذي توفي عام 2005، باستثناء فترة بسيطة في عهد العائلة الزهاوية كان مقرها السليمانية"، وذكر وليد الأعظمي أنه في عهد الشيخ نجم الدين الواعظ كانت الدار بجامع القبلانية.
وكانت مقرّ دار الإفتاء في عهد مهدي الصميدعي في شقق سكنية اتخذتها الدار عند جامع أم الطبول، حتى 7 أيار سنة 2023، حين أصدر مجلس القضاء الأعلى (العراق)/ محكمة بداءة الكرخ قراراً يلزم فيه رئيس دار الإفتاء العراقية مهدي الصميدعي، بإخلاء الشقق السكنية في مجمع أم الطبول وتسليمها للوقف السني"، وفي 16 أيلول سنة 2024 حضرت لموقع الدار لجنةٌ من ديوان الوقف السني لإخلاء جامع أم الطبول ودار الإفتاء وفق قرارات قضائية، وحضرت القوة الأمنية الماسكة للقاطع لضمان عدم حدوث تصادم أو احتكاك بين الطرفين".